# Erica lageniformis
Erica lageniformis är en ljungväxtart som beskrevs av Richard Anthony Salisbury. Erica lageniformis ingår i släktet klockljungssläktet, och familjen ljungväxter. Inga underarter finns listade i Catalogue of Life.